# Vital N’Simba
Vital Manuel N’Simba (* 8. Juli 1993 in Cacuaco) ist ein kongolesischer-angolanischer Fußballspieler, der aktuell für den israelischen Verein Maccabi Haifa spielt.

## Karriere

### Verein
N’Simba begann seine fußballerische Ausbildung bei Girondins Bordeaux, wo er bis 2013 in der Jugend und der Zweitmannschaft spielte. Anschließend spielte er ein Jahr lang für die Zweitvertretung von EA Guingamp. Im Sommer 2014 wechselte er zum Drittligisten Luçon VF. 2014/15 kam er für den Verein wettbewerbsübergreifend zu 25 Einsätzen. Nach nur einem Jahr bei Luçon wechselte er in den Profibereich, zum Zweitligisten FC Bourg-Péronnas. Sein Debüt in der Ligue 2 gab er am 31. Juli 2015 (1. Spieltag) bei einer 1:3-Niederlage gegen den AC Le Havre über die vollen 90 Minuten. Bei Bourg-en-Bresse war er gesetzt und spielte in der Ligasaison 2015/16 33 Mal. Auch in der Folgesaison war er Stammspieler bei den Zweitligisten und kam zu 32 Einsätzen. Am 14. Spieltag der Folgespielzeit traf er bei einer 2:3-Niederlage gegen den FC Tours das erste Mal im Profibereich. In der Saison kam er zu 29 Ligaeinsätzen und stieg mit seinem Klub über die Relegation in die National ab.
Nach dem Abstieg verließ er den Verein und schloss sich dem ehemaligen Ligakonkurrenten Clermont Foot an. Am 27. Juli 2018 (1. Spieltag) gab er gegen LB Châteauroux sein Debüt im neuen Trikot über die volle Spielzeit. In seiner ersten Saison für Clermont kam er in der Liga auf 29 Einsätze. Die darauf folgende Spielzeit beendete er mit 27 von 28 möglichen Ligaspielen bis zum Abbruch der Saison. In der Saison 2020/21 kam N’Simba zu 30 Ligaduellen und schaffte mit seiner Mannschaft den Aufstieg in die Ligue 1. Daraufhin gab er am 8. August 2021 (1. Spieltag) gegen Girondins Bordeaux sein Erstligadebüt, in dem er erneut die vollen 90 Minuten spielte. Am 16. Oktober 2021 (10. Spieltag) schoss er bei einem 1:0-Sieg gegen den OSC Lille sein erstes Tor für den Verein und in der Ligue 1. Bei einer 1:2-Niederlage gegen den OGC Nizza absolvierte er sein hundertstes Ligaspiel für Clermont Foot. Bis zum Saisonende kam er auf insgesamt 120 Einsätze im Trikot von Clermont.
Ende August 2022 verließ er Clermont und wechselte zum Absteiger in die Ligue 2 Girondins Bordeaux. In seiner ersten Saison bestritt er 31 von 32 möglichen Ligaspielen, in denen er ein Tor schoss, sowie zwei Pokalspiele. In der nächsten Saison waren es 26 von 38 möglichen Ligaspielen mit wiederum einen Tor und drei Pokalspielen.
Zur Saison 2024/25 erfolgte aus finanziellen Gründen ein Zwangsabstieg von Bordeaux ins Amateurlager. In der Folge endete sein Vertrag. Mitte August 2024 fand er mit dem israelischen Club Maccabi Haifa einen neuen Verein, bei dem er einen Vertrag mit einer Laufzeit von zwei Jahren unterschrieb.

### Nationalmannschaft
Am 4. Oktober 2016 machte N’Simba sein erstes Spiel für die A-Nationalmannschaft der Demokratischen Republik Kongo, als er in einem Freundschaftsspiel gegen Kenia eine Halbzeit spielte. Erneut wurde er im Juni 2023 wieder bei einem Freundschaftsspiel diesmal gegen Uganda eingesetzt.

## Erfolge
Clermont Foot
- Aufstieg in die Ligue 1: 2021